# Neomammillaria tetrancistra
Neomammillaria tetrancistra là một loài thực vật có hoa trong họ Cactaceae. Loài này được (Engelm.) Fosberg mô tả khoa học đầu tiên năm 1931.